# Szavanna éghajlat
A szavanna éghajlat az esőerdők és a sivatagok közötti sáv éghajlata. Főbb jellemzői a magas hőmérséklet, az esőerdőénél és a monszunerdőénél kisebb, de a sivatagénál nagyobb csapadékmennyiség, a kis évi hőingás. A szavanna az éghajlat természetes növénytakaróját, tehát a trópusi füves pusztát is jelenti. Az Egyenlítőtől távolodva egyre csökken a csapadék mennyisége, és válik egyenlőtlenebbé eloszlása. Kialakul a nedves és száraz évszak. A hőmérséklet mindkét évszakban magas. A csapadék csökkenése és a száraz évszak hosszabbodása miatt  a szavanna éghajlaton különböző növények alakultak ki. Közülük a legjellemzőbb az erdős, és valódi füves szavanna. Az éghajlaton egyre nagyobb problémát jelent az elsivatagosodás. A területen nem él cecelégy, ezért lehetséges az állattenyésztés. Az éghajlaton kívül szavannának nevezzük az ott élő életközösséget is.

## A két szavanna

### Erdős szavanna
Az esőerdővel szomszédos térségben, ahol a száraz évszak rövid, trópusi lombhullató erdők (monszunerdők) alakultak ki. Ezekben az erdőkben már kevesebb a fafajok száma és a lombkoronaszintek, mint az esőerdőben. Még a legmagasabb fák is alig-alig érik el a 40 métert, és a többségük a száraz időszakban lehullajtja lombját. A fényben gazdag erdők alját dús aljnövényzet borítja. Ezekben az erdőkben él az ember legközelebbi rokona, a csimpánz.

### Füves szavanna
A szavanna a nagy fény igényű, árnyékolást nem tűrő fűfélék szinte mindenütt összefüggő felületet alkotnak. Magasságuk néhol 2 méter, valahol pedig csak 50 cm. A magányosan vagy csoportokban növő fák általában 20 méternél alacsonyabbak szoktak lenni, és a száraz évszakban ezek is lehullajtják lombjukat. Itt él az oroszlán és a zebra is.

## Elhelyezkedése a Földön
A szavanna éghajlat a Földön nagy területeket foglal el. Legjelentősebb előfordulási helyei a Szudán, a Brazil-felföld, vagy Ausztrália bizonyos területei. A Száhel-övezetet is egykor szavanna borította, de napjainkban ott a legnagyobb mértékű az elsivatagosodás.